# Barbara Schäfer (Politikerin)
Barbara Schäfer-Wiegand (* 18. Oktober 1934 in Borken; † 15. Juni 2024) war eine deutsche Pädagogin und Politikerin (CDU). Sie war von 1984 bis 1992 Ministerin für Arbeit, Gesundheit, Sozialordnung und Familie von Baden-Württemberg.

## Leben und Leistungen
Barbara Schäfer wuchs in Westfalen auf und machte 1954 in Brede in Brakel das Abitur. Danach studierte sie Philologie an den Universitäten Göttingen, Freiburg und Poitiers/Frankreich. 1959 machte sie ihre erste Staatsprüfung, 1961 das Assessorexamen. Anschließend war sie von 1961 bis 1984 im Schuldienst von Baden-Württemberg Lehrerin für Latein, Französisch und Geschichte in Pforzheim und zuletzt als Oberstudienrätin in Karlsruhe.
Schäfer war katholisch und in erster Ehe mit Alfons Schäfer aus Balsbach/Odenwald verheiratet. Nach dessen Tod heiratete sie 1992 Bernhard Wiegand. 
Schäfer war Mitglied im Soroptimist Club Karlsruhe.

### Politische Tätigkeit
Ihre politische Karriere begann sie 1975 mit dem Eintritt in die CDU. 1979 zog sie als Abgeordnete in den Landtag von Baden-Württemberg ein, als sie für den verstorbenen Traugott Bender nachrückte. Dem Landtag gehörte sie über ein Direktmandat im Wahlkreis Karlsruhe I bis 1995 an, als sie ihr Mandat niederlegte. Für sie rückte Ingrid Blank in den Landtag nach.
Nach der Landtagswahl 1984 holte Ministerpräsident Lothar Späth Schäfer in sein Kabinett und übertrug ihr das Amt der Ministerin für Arbeit, Gesundheit, Sozialordnung und Familie. Danach gehörte sie bis 1992 auch zum Bundesvorstand der CDU. Nach dem Rücktritt Späths gehörte sie zum ersten Kabinett seines Nachfolgers Erwin Teufel. Doch gab es bereits ein Jahr später Meinungsverschiedenheiten beider Politiker in Sachen Schwangerschaftsabbruch. Nach den Landtagswahlen 1992 kam es in Baden-Württemberg zu einer Großen Koalition und Schäfer musste ihr Ministeramt zugunsten der SPD-Politikerin Helga Solinger aufgeben.
Schäfer engagierte sich seit den 1980er Jahren in der Frauen-Union Baden-Württemberg, der sie von 1985 bis 1995 als Landesvorsitzende vorstand. Seither war sie deren Ehrenvorsitzende.

### Soziales Engagement
Schäfer-Wiegand war Vorsitzende der 1997 gegründeten Stiftung Hänsel und Gretel, die sich für missbrauchte Kinder einsetzt.

## Ehrungen
- 1983: Bundesverdienstkreuz am Bande
- 1987: Großes Verdienstkreuz des Verdienstordens der Bundesrepublik Deutschland
- 1991: Verdienstorden des Landes Baden-Württemberg
- 2017: Große Staufermedaille in Gold